# Aegon Classic 2010
AEGON Classic 2010 — жіночий тенісний турнір, що проходив на відкритих кортах з трав'яним покриттям. Це був 29-й за ліком. Відбувся в Edgbaston Priory Club у Бірмінгемі (Англія). Тривав з 7 до 13 червня 2010 року. Перша сіяна Лі На здобула титул в одиночному розряді.

## Фінальна частина

### Одиночний розряд
Лі На —  Марія Шарапова 7–5, 6–1
- Для Лі це був перший титул за сезон і 3-й - за кар'єру.

### Парний розряд
Кара Блек /  Ліза Реймонд —  Лізель Губер /  Бетані Маттек-Сендс 6–3, 3–2, RET

## Учасниці

### Сіяні пари
| Спортсменка          | Країна          | Рейтинг* | Сіяна |
| -------------------- | --------------- | -------- | ----- |
| Лі На                | Китай           | 12       | 1     |
| Марія Шарапова       | Росія           | 13       | 2     |
| Яніна Вікмаєр        | Бельгія         | 16       | 3     |
| Араван Резаї         | Франція         | 19       | 4     |
| Сара Еррані          | Італія          | 33       | 5     |
| Ярослава Шведова     | Казахстан       | 36       | 6     |
| Ольга Говорцова      | Білорусь        | 38       | 7     |
| Андреа Петкович      | Німеччина       | 41       | 8     |
| Александра Возняк    | Канада          | 48       | 9     |
| Магдалена Рибарикова | Словаччина      | 51       | 10    |
| Мелінда Цінк         | Угорщина        | 58       | 11    |
| Олена Балтача        | Велика Британія | 62       | 12    |
| Анджелік Кербер      | Німеччина       | 64       | 13    |
| Тамарін Танасугарн   | Таїланд         | 66       | 14    |
| Крістіна Барруа      | Німеччина       | 61       | 15    |
| Ваня Кінґ            | США             | 69       | 16    |

- Рейтинг подано станом на 24 травня 2010.

### Інші учасниці
Нижче наведено учасниць, які отримали вайлд-кард на участь в основній сітці:
- Наомі Броді
- Енн Кеотавонг
- Мелані Саут
- Гезер Вотсон

Нижче наведено гравчинь, які пробились в основну сітку через стадію кваліфікації:
- Місакі Дой
- Катерина Доголевич
- Кая Канепі
- Сесил Каратанчева
- Міхаелла Крайчек
- Мір'яна Лучич-Бароні
- Алісон Ріск
- Лора Робсон

Гравчиня, що потрапила в основну сітку як щасливий лузер:
- Софі Фергюсон